# Biskupin

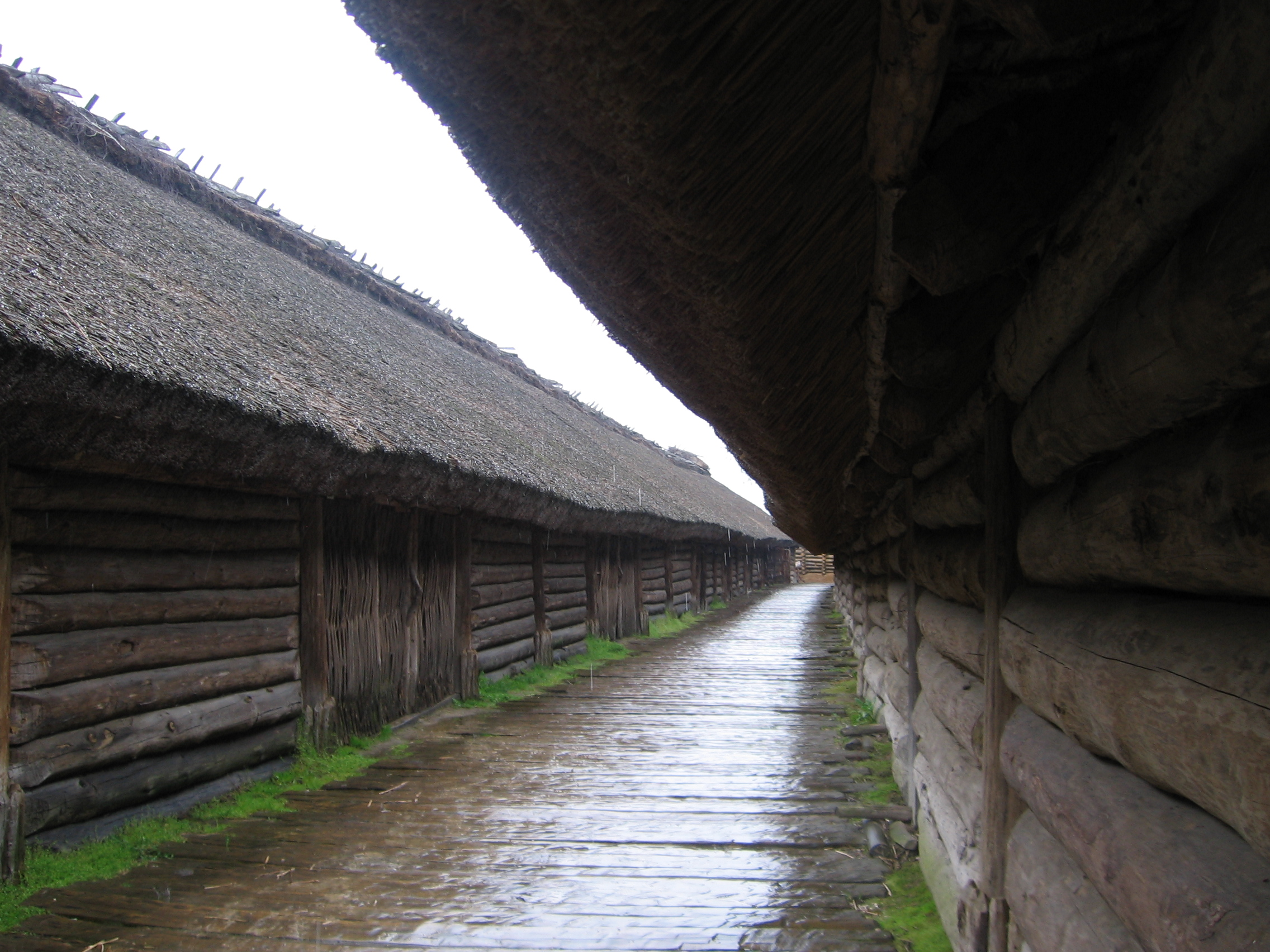
Domy w Biskupinie

Gród w Biskupinie – stanowisko archeologiczne na Pojezierzu Gnieźnieńskim we wsi Biskupin w województwie kujawsko-pomorskim. Odkrycie osady było jednym z najważniejszych wydarzeń w dziejach polskiej i europejskiej archeologii.

## Historia badań archeologicznych
W 1933 roku na skutek prac melioracyjno-irygacyjnych poziom wody w Jeziorze Biskupińskim obniżył się na tyle, że ponad lustro wody wyłoniły się pozostałości umocnień starożytnej osady. Miejscowi chłopi odnajdywali zabytkowe przedmioty, nie zdając sobie sprawy z ich wartości archeologicznej. Dopiero dzieci uczęszczające do miejscowej szkoły poinformowały o dziwnych znaleziskach nauczyciela Walentego Szwajcera, a ten nagłośnił sprawę. O odkryciu wystających z wody drewnianych bali powiadomił on prof. Józefa Kostrzewskiego z Poznania. Badania wykopaliskowe zostały zainicjowane w roku 1934 i kontynuowano je do wybuchu II wojny światowej. Początkowo ekspedycja dysponowała skromnymi środkami. 22 czerwca 1934 sześcioosobowa ekipa archeologów rozpoczęła prace wyposażona w 360 zł z dwudziestoma bezrobotnymi mężczyznami z Gąsawy i Biskupina do pomocy. Do 1939 prace prowadzono po kilka miesięcy rocznie. Ekspedycją wykopaliskową Uniwersytetu Poznańskiego kierowali prof. Józef Kostrzewski i dr Zdzisław Rajewski.
W czasie wojny, w latach 1939–1942, specjalny niemiecki oddział SS-Ausgrabung Urstätt, pod dowództwem Hauptsturmführera prof. Hansa Schleifa prowadził wykopaliska na terenie osady biskupińskiej w celu wykazania jej pragermańskości. Po wojnie ukuto teorię, że ponieważ niemieckie badania nie przyniosły oczekiwanych rezultatów, okupant postanowił zlikwidować stanowisko poprzez zasypanie go ziemią i piaskiem. Efektem miało być to, że część odsłoniętych przed wojną znalezisk nie nadawała się do ponownej ekspozycji. Następnie polscy archeolodzy pod kierunkiem Zdzisława Rajewskiego wznowili badania i kontynuowali je do roku 1974 (w 1950 otwarto muzeum, a w 1951 studencki obóz archeologiczny). Ogółem przebadano ok. 3/4 powierzchni osady. Obecnie większa część obiektu ponownie została zasypana ziemią i torfem.
Badania w Biskupinie – zarówno w okresie międzywojennym, jak i po wojnie – były przykładem najwyższego możliwego wówczas poziomu metodycznego prowadzenia wykopalisk. W Biskupinie w okresie międzywojennym zainicjowano interdyscyplinarne badania paleoekologiczne, dokonywano eksperymentów archeologicznych, kładąc w ten sposób podwaliny pod polską archeologię eksperymentalną. Wojciech Kóčka w czasie tych badań po raz pierwszy w Polsce zastosował fotografię dokumentacyjną, wykonywaną aparatem fotograficznym wyniesionym balonem wypełnionym wodorem.
Gród w Biskupinie jest jedynym w Polsce stanowiskiem archeologicznym, dla którego opracowano program długoterminowej konserwacji. Konserwacja polega na utrzymywaniu wysokiego poziomu wody w jeziorze oraz wdrożeniu systemu monitorowania parametrów środowiska, dla zapewnienia optymalnych warunków przetrwania autentycznej substancji zabytkowej.
16 września 1994 roku gród w Biskupinie uznany został za pomnik historii Polski. W uzasadnieniu stwierdzono, że zabytek ten nie posiada odpowiedników w swojej skali z tego okresu; porównać go można do osad palowych z neolitu w Szwajcarii, czy też do Pompejów (które pochodzą z innych okresów).

## Osada obronna kultury łużyckiej

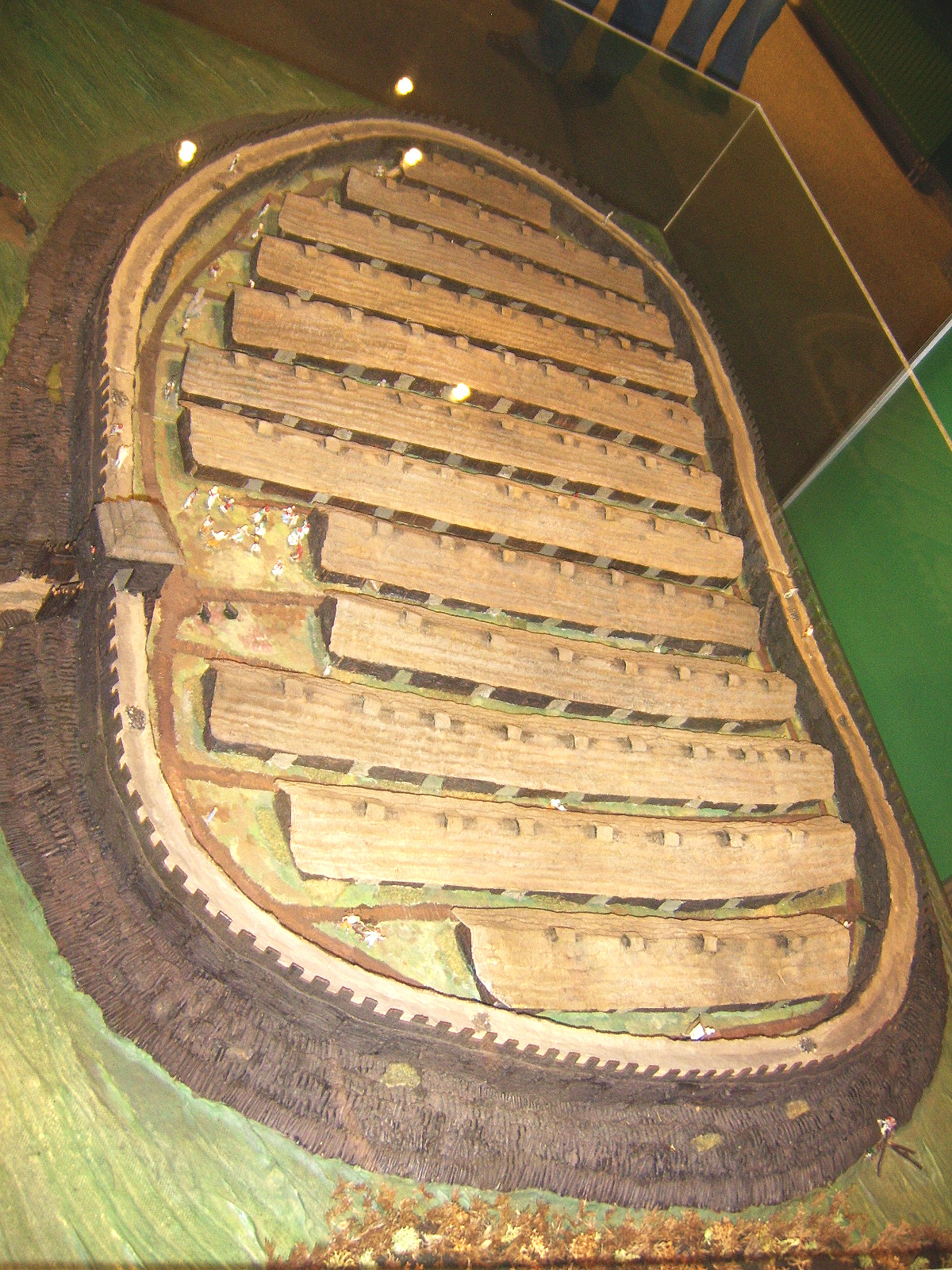
Makieta osady

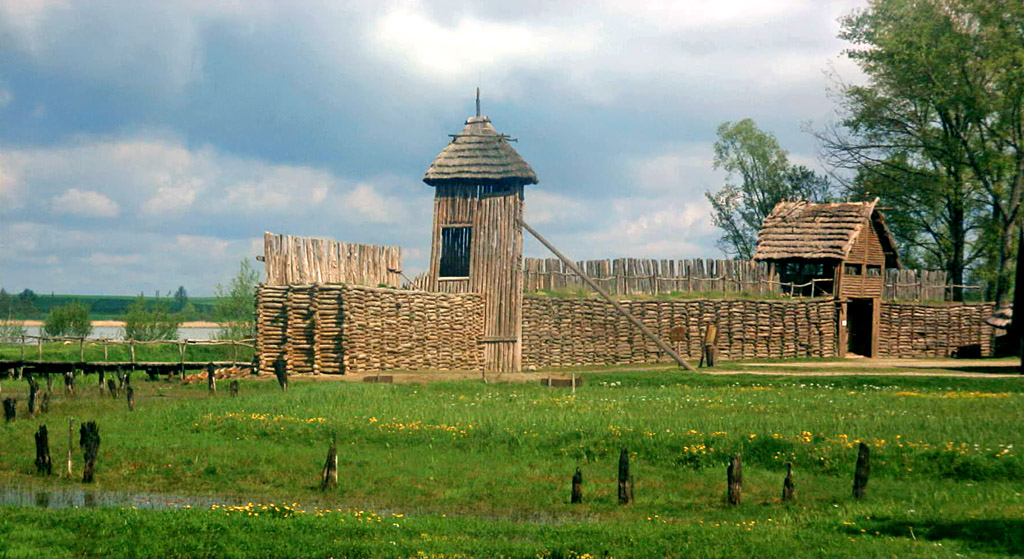

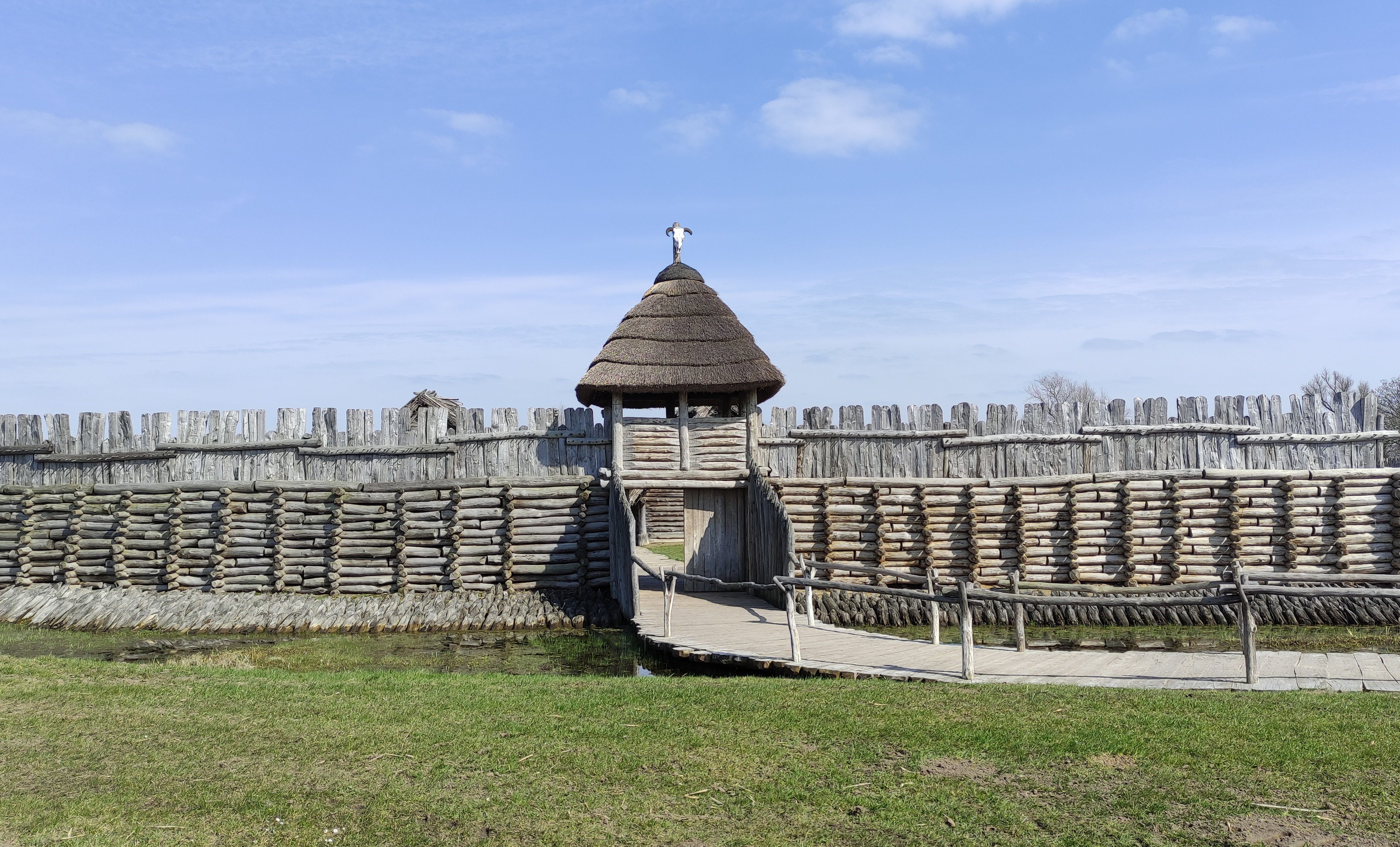
Zrekonstruowana brama i wał obronny osady

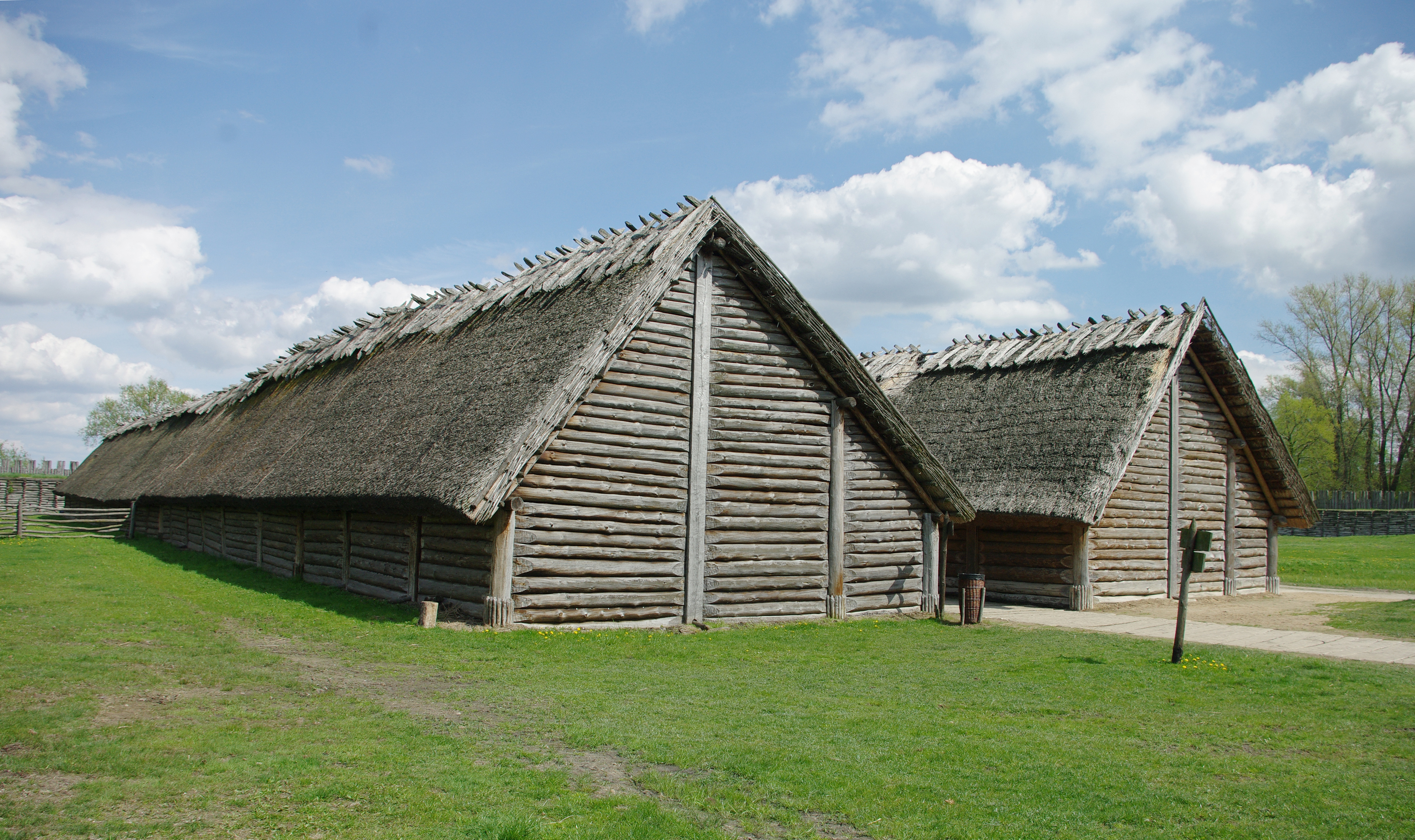
Rekonstrukcje chat

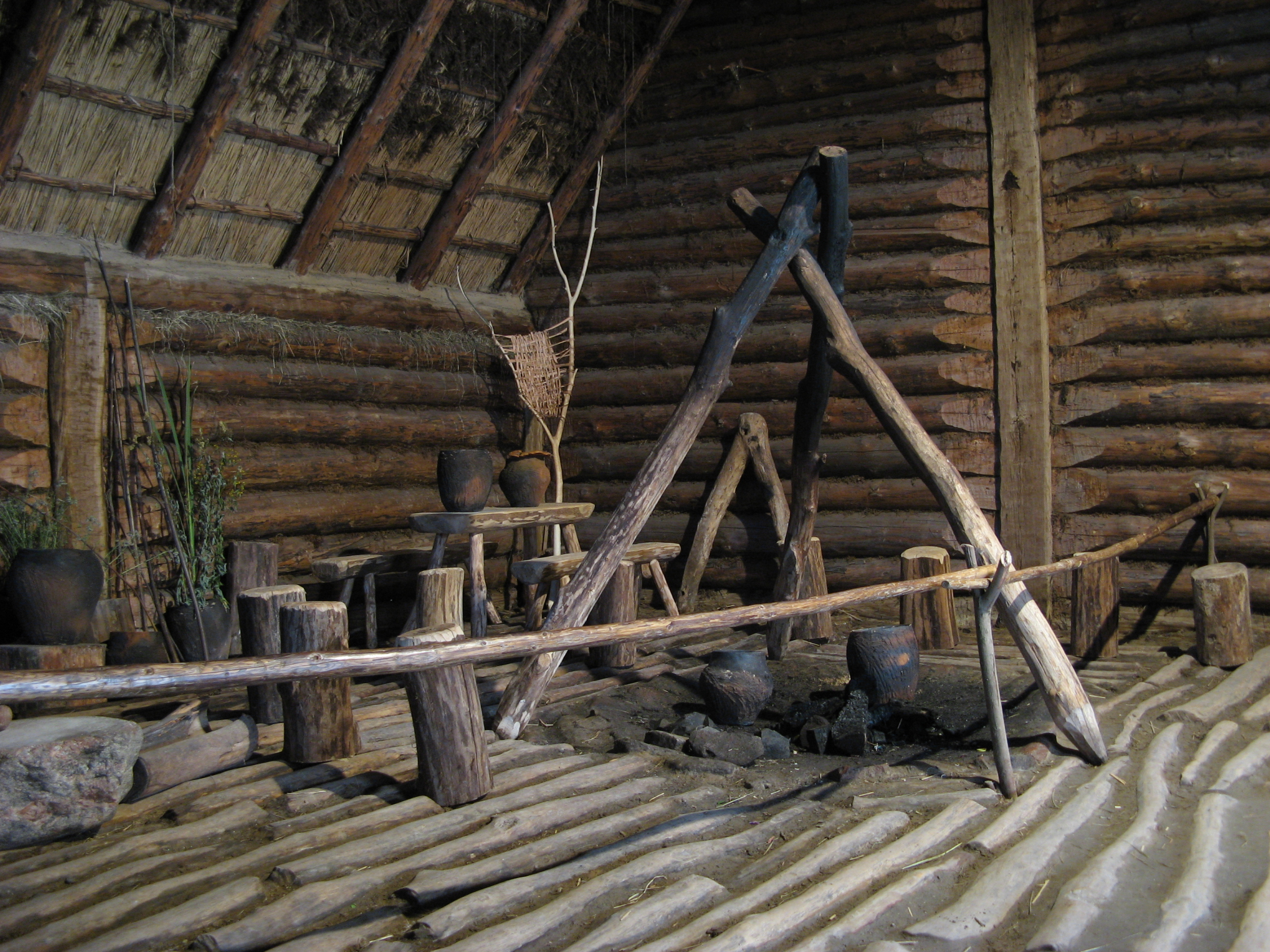
Rekonstrukcja „jednostki mieszkalnej” z ogniskiem

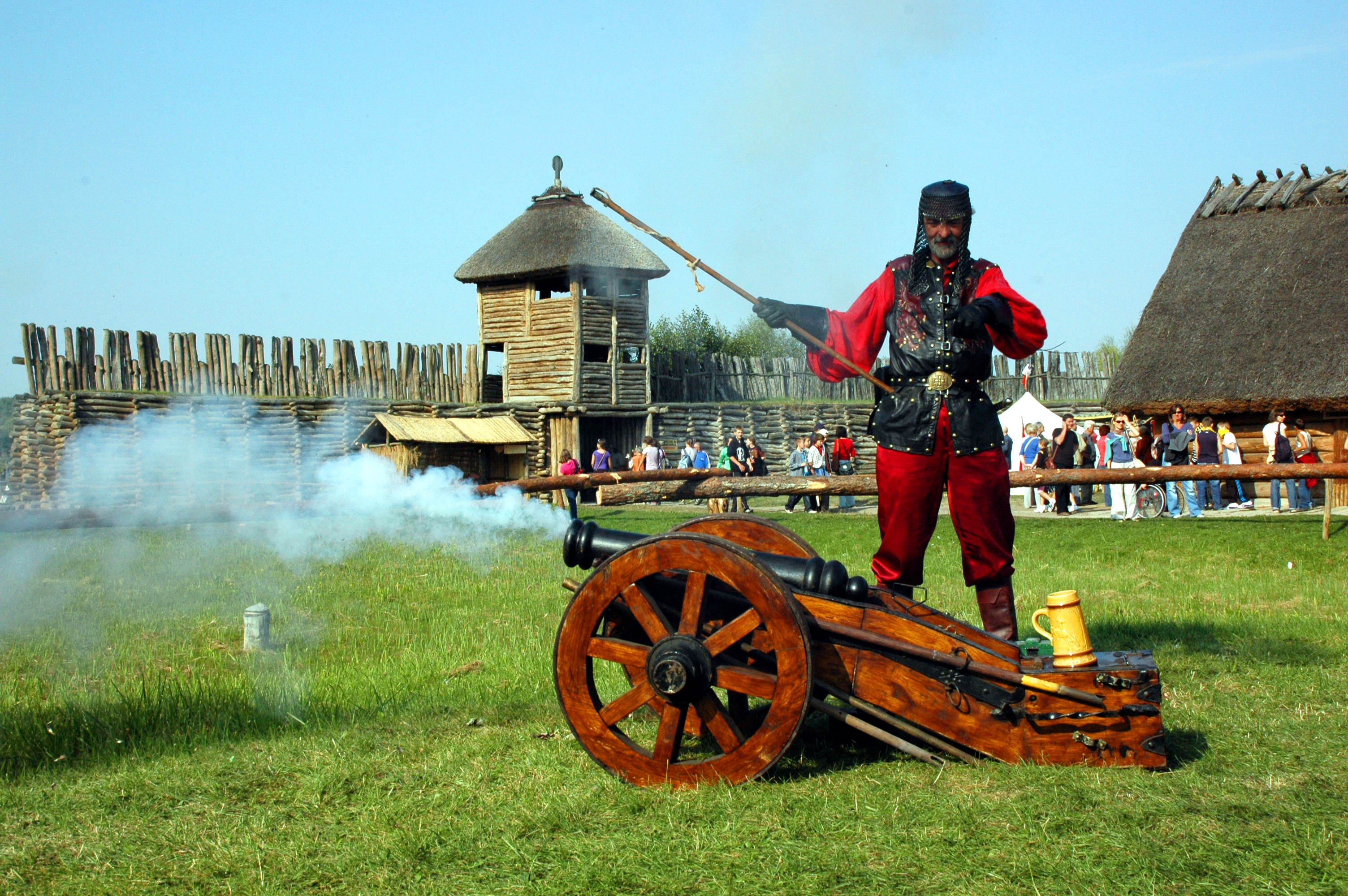
Festyn archeologiczny

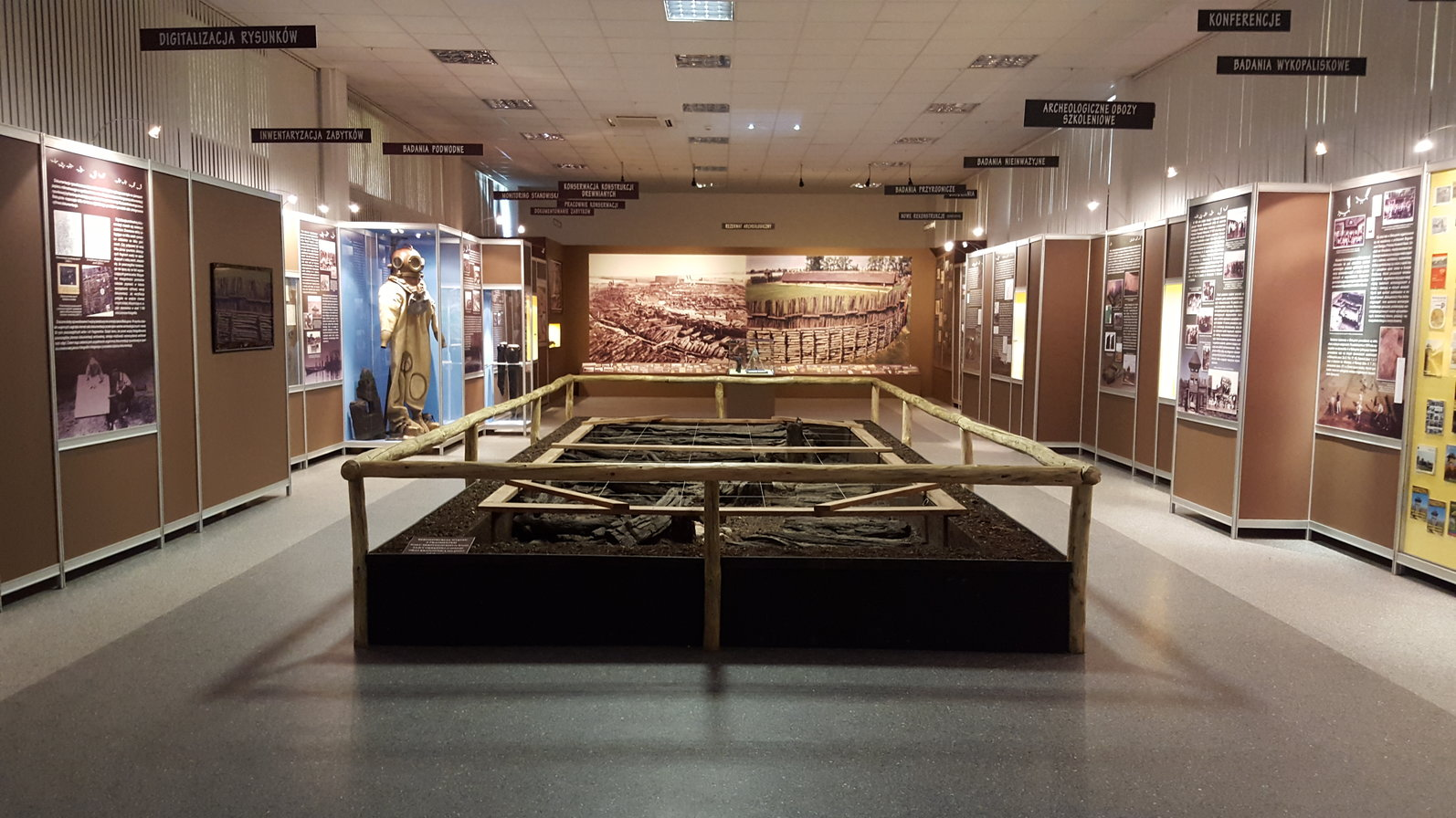
Muzeum obok osady z eksponatami z wykopalisk

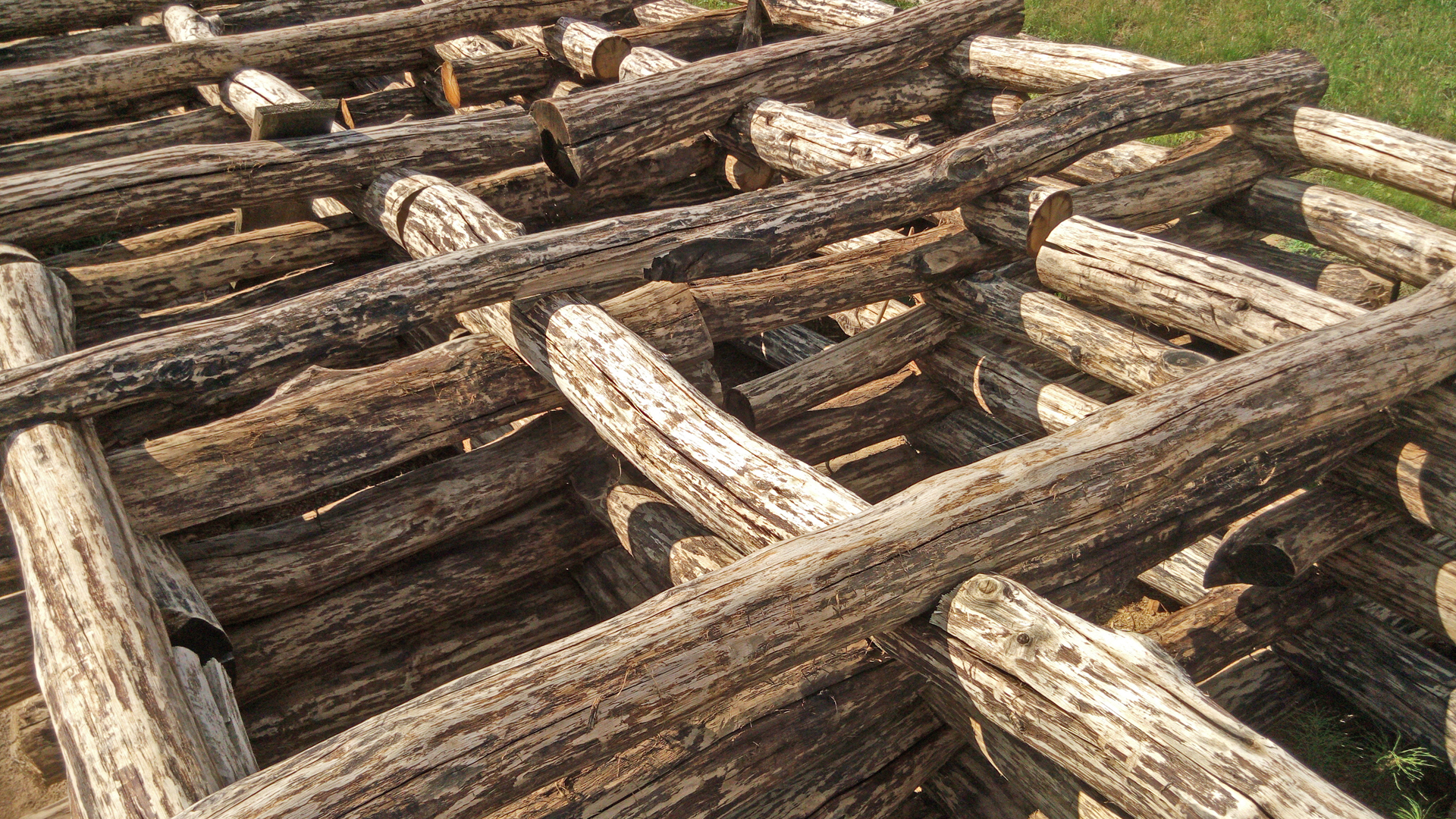
Konstrukcja obronnego skrzynkowego wału drewniano-ziemnego otaczającego osadę w Biskupinie (Rekonstrukcja z sierpnia 2018)

Osada w Biskupinie wiąże się z kręgiem kulturowym kultury łużyckiej, trwającym od środkowej epoki brązu, od ok. XIV w. p.n.e., po wczesną epokę żelaza, czyli do ok. V w. p.n.e. Kultura łużycka to pojęcie archeologiczne, przez które różni badacze rozumieli odmienne grupy etniczne – Germanów, Słowian lub Ilirów. Sprawa przynależności etnicznej Biskupina była wykorzystywana dla celów ideologicznych w sporach dotyczących praw różnych narodów do ziem dzisiejszej Polski. Obecnie przyjmuje się, że przynależności etnicznej kultury łużyckiej, podobnie jak i większości innych pradziejowych kultur archeologicznych, bezdyskusyjnie ustalić się nie da.
Na podstawie badań drewnianych bali stwierdzono, że 50% użytych do budowy grodu drzew dębowych ścięto w 748 roku p.n.e. co oznacza, że poprzedzała o kilkanaście stuleci najstarsze grody Polan i Wiślan, wznoszone w VII i VIII wieku n.e.
Gród założono na podmokłej wyspie na jeziorze Biskupińskim (obecnie półwysep), o kształcie zbliżonym do owalu i powierzchni ok. 2 ha; wały obejmowały ok. 1,3 ha. Wyspa wznosiła się 0,8–1,2 m ponad wody jeziora. Ocenia się, że gród biskupiński był zasiedlony przez 150 lat.
Osada charakteryzowała się planem urbanistycznym opartym na jedenastu równoległych ulicach, otoczonych przez ulicę okrężną oraz masywny wał obronny o owalnym zarysie. Na terenie osady znajdowało się ok. 106 domostw, o wymiarach przeciętnie ok. 8 × 10 m, usytuowanych rzędowo wzdłuż moszczonych drewnem 11 ulic, o szerokości ok. 2,5 m każda. Kubatura i rozkład grodu pozwalają sądzić, że w osadzie mieszkać mogło od 800 do 1000 osób. Zabudowa mieszkalna osady opierała się na sumikowej konstrukcji ścian, natomiast obwarowania wzmacniano izbicami – drewnianymi skrzyniami wypełnionymi ziemią lub kamieniami, budowanymi w technice zrębowej. Mimo znacznego upływu czasu pomiędzy powstaniem osady w Biskupinie a pierwszymi grodami wczesnopiastowskimi, zasadnicze założenia obronne i budowlane pozostały niezmienne. Świadczy to o długotrwałym przekazywaniu tradycji budownictwa drewnianego, które przez wieki zachowywało swoje pierwotne formy.
Osada otoczona była skrzynkowym wałem drewniano-ziemnym o długości 640 m, szerokości 3 m, osiągała wysokość 3–4 metrów i posiadała okólną drogę przeznaczoną dla straży grodu. Wejście do osady prowadziło przez bramę wzniesioną z pionowej palisady. Gród otoczony był falochronem o szerokości od 2 do 9 m, zbudowanym z ukośnie wbitych pali.
Regularny schemat zabudowy grodu biskupińskiego powtarza się w innych grodach kultury łużyckiej z wczesnej epoki żelaza (np. Sobiejuchy, Smuszewo, Izdebno na Pałukach, Jankowo na Kujawach czy Biehla w Saksonii).
Przyczyny budowy grodów obronnych o regularnej wewnętrznej zabudowie szeregowej przez ludność kultury łużyckiej, są przedmiotem sporów. Z punktu widzenia ekonomicznego zamieszkiwanie ludności rolniczej w zamkniętej przestrzeni grodu otoczonego wodą lub podmokłymi obszarami, nie jest racjonalne. W literaturze przedmiotu pojawiły się co najmniej trzy, związane z tą rozbieżnością bytową, próby wyjaśnienia tego fenomenu:
1. zagrożenie ze strony ludów koczowniczych – Kimerów i Scytów;
2. walki wewnątrzplemienne;
3. chęć naśladownictwa miast greckich, z którymi społeczności kultury łużyckiej mogły się zapoznać dzięki dalekosiężnej wymianie handlowej organizowanej przez kolonie greckie.

Podobnie do precyzyjnej genezy powstania, nieznana jest przyczyna upadku Biskupina i innych grodów tego typu. W tej kwestii przedstawiono również kilka konkurencyjnych hipotez:
- zniszczenie grodów przez Scytów (niektóre grody zostały spalone, w niektórych znaleziono groty od strzał scytyjskich);
- podniesienie się poziomu wód w jeziorach w związku z pogorszeniem klimatu;
- wyeksploatowanie środowiska naturalnego wokół grodu i konieczność przeniesienia się na inne tereny.

Osada w Biskupinie przedstawia koncepcję zwartej, obronnej zabudowy i jest przykładem myśli protourbanistycznej.

## Osadnictwo w Biskupinie
Obszar Pałuk, na którym znajduje się Biskupin, został ukształtowany przez lodowiec, który wyżłobił w czasie ostatniego zlodowacenia liczne doliny. Od północy graniczy z Krajną, południową granicą jest rzeka Wełna.
Najstarszymi pozostałościami na terenie Biskupina są obozowiska łowców reniferów sprzed 10 tysięcy lat (górny paleolit), a także neolityczne domostwa pierwszych rolników, położone na wschód od osady łużyckiej, interpretowane jako osada neolityczna z IV tysiąclecia. p.n.e. oraz kraal z wczesnej epoki brązu, otoczony systemem rowów.
Pierwotna łużycka osada obronna została opuszczona w VI wieku p.n.e. z powodu podniesienia się poziomu wody w jeziorze Biskupińskim wskutek zmian klimatycznych i wyeksploatowania środowiska naturalnego (drewno, erozja gleb). W V i IV wieku p.n.e. powstała na jej miejscu osada otwarta. Ludność Biskupina zajmowała się rolnictwem, rybołówstwem, zbieractwem i rzemiosłem (garncarstwo, tkactwo).
Na zachód od osady łużyckiej we wczesnym średniowieczu funkcjonowały grody i tzw. wioska wczesnopiastowska (VIII–XI wiek). Ostateczny upadek Biskupina, w ujęciu historycznym, wiąże się ze wzrostem znaczenia Piastów. W XI wieku obszary te należały do biskupstwa gnieźnieńskiego, o czym wspomina bulla Innocentego II (1136).

## Rekonstrukcja, popularyzacja i edukacja
Gród w Biskupinie jest jednym z nielicznych stanowisk archeologicznych w Polsce zawierających pełnowymiarowe rekonstrukcje wału obronnego, falochronu, bramy, ulic i budynków mieszkalnych. Rekonstrukcje te są cyklicznie wymieniane w celu ich aktualizacji na podstawie nowych ustaleń naukowych. Pierwsze z rekonstrukcji powstały do 1939 roku.
Oprócz rekonstrukcji w Biskupinie jest muzeum, a w każdym trzecim tygodniu września odbywa się tam festyn biskupiński, obejmujący prezentacje eksperymentalne i pokazy odtwórcze. Festyn w Biskupinie był pierwszym festynem archeologicznym w Polsce. Biskupin jest też jednym z dwóch w Polsce laboratoriów konserwacji drewna mokrego wydobytego ze stanowisk archeologicznych oraz ośrodkiem archeologii eksperymentalnej.
Skansen archeologiczny w Biskupinie stanowił plan dla realizacji filmowych. Kręcono tam ujęcia do filmów Jerzego Hoffmanna Ogniem i mieczem, Stara baśń. Kiedy słońce było bogiem.
Z okazji 85. rocznicy odkrycia Biskupina Google przygotował Doodle. Na stronie głównej wyszukiwarki pokazano grafikę bramy w wałach ochronnych Biskupina.

## Filatelistyka
Stanowisko biskupińskie ukazało się na następujących znakach pocztowych:
- kartka pocztowa z 11 listopada 1938 (widok rekonstrukcji wschodniej części, 20. rocznica odzyskania niepodległości, nominały 15 i 30 groszy), zapasy przedrukowane w 1944 na 25 groszy,
- dwie kartki pocztowe z 25 lipca 1959, każda o nominale 40 groszy (plan grodu i misa z ornamentem, nakłady 650 i 638 tys. egzemplarzy),
- trzy znaczki z 10 grudnia 1966 z wykopaliskami i makietą osiedla (nakład każdego – 5 milionów egzemplarzy, nominał każdego – 60 groszy),
- znaczek o nominale 1 zł z roku 1978, wchodzący w skład serii „Historia kolei polskich”, przedstawiający lokomotywę ze skansenu kolejowego w pobliskiej Wenecji, na tle wieży żnińskiego ratusza i rekonstrukcji głównej bramy grodu w Biskupinie;
- datowniki okolicznościowe stosowane przez UPT Gąsawa i UPT Warszawa 1 – lata 1936, 1947, 1960 i 1966.

Pierwsze starania o wydanie znaczków z wykopaliskami biskupińskimi czyniono już w 1935 (bezskutecznie). Zachowały się z tego okresu trzy projekty autorstwa Haliny Gołkortt-Szczerkowskiej.